# Eliminatoria a la Eurocopa Sub-16 2000
La Eliminatoria a la Eurocopa Sub-16 2000 contó con la participación de 49 selecciones infantiles de Europa para definir a los 15 clasificados a la fase final del torneo a disputarse en Israel junto al país anfitrión.

## Grupo 1
Los partidos se jugaron en Bosnia y Herzegovina del 6 al 10 de marzo de 2000.
| País                 | J | G | E | P | GF | GC | Pts |
| -------------------- | - | - | - | - | -- | -- | --- |
| Alemania             | 3 | 2 | 1 | 0 | 5  | 0  | 7   |
| Italia               | 3 | 2 | 1 | 0 | 3  | 0  | 7   |
| Bosnia y Herzegovina | 3 | 0 | 1 | 2 | 0  | 4  | 1   |
| Moldavia             | 3 | 0 | 1 | 2 | 0  | 4  | 1   |

| Equipo 1             | Resultado | Equipo 2             |
| -------------------- | --------- | -------------------- |
| Moldavia             | 0-2       | Italia               |
| Bosnia y Herzegovina | 0-3       | Alemania             |
| Alemania             | 2-0       | Moldavia             |
| Italia               | 1-0       | Bosnia y Herzegovina |
| Bosnia y Herzegovina | 0-0       | Moldavia             |
| Alemania             | 0-0       | Italia               |

## Grupo 2
Los partidos se jugaron en Tbilisi, Georgia del 20 al 24 de octubre.
| País     | J | G | E | P | GF | GC | Pts |
| -------- | - | - | - | - | -- | -- | --- |
| Grecia   | 3 | 3 | 0 | 0 | 9  | 3  | 9   |
| Croacia  | 3 | 1 | 1 | 1 | 3  | 4  | 4   |
| Bulgaria | 3 | 1 | 0 | 2 | 3  | 5  | 3   |
| Georgia  | 3 | 0 | 1 | 2 | 1  | 4  | 1   |

| Equipo 1 | Resultado | Equipo 2 |
| -------- | --------- | -------- |
| Bulgaria | 0-1       | Croacia  |
| Grecia   | 2-0       | Georgia  |
| Bulgaria | 1-3       | Grecia   |
| Croacia  | 0-0       | Georgia  |
| Georgia  | 1-2       | Bulgaria |
| Grecia   | 4-2       | Croacia  |

## Grupo 3
Los partidos se jugaron en Györ, Hungría del 20 al 24 de setiembre.
| País       | J | G | E | P | GF | GC | Pts |
| ---------- | - | - | - | - | -- | -- | --- |
| Hungría    | 2 | 2 | 0 | 0 | 6  | 0  | 6   |
| Ucrania    | 2 | 1 | 0 | 1 | 2  | 3  | 3   |
| Azerbaiyán | 2 | 0 | 0 | 2 | 0  | 5  | 0   |

| Equipo 1   | Resultado | Equipo 2   |
| ---------- | --------- | ---------- |
| Ucrania    | 0-3       | Hungría    |
| Azerbaiyán | 0-2       | Ucrania    |
| Hungría    | 3-0       | Azerbaiyán |

## Grupo 4
Los partidos se jugaron en Ploesti, Rumania del 20 al 24 de setiembre.
| País      | J | G | E | P | GF | GC | Pts |
| --------- | - | - | - | - | -- | -- | --- |
| Rumania   | 2 | 2 | 0 | 0 | 5  | 0  | 6   |
| Macedonia | 2 | 1 | 0 | 1 | 2  | 4  | 3   |
| Albania   | 2 | 0 | 0 | 2 | 1  | 4  | 0   |

| Equipo 1  | Resultado | Equipo 2  |
| --------- | --------- | --------- |
| Rumania   | 3-0       | Macedonia |
| Macedonia | 2-1       | Albania   |
| Albania   | 0-2       | Rumania   |

## Grupo 5
Los partidos se jugaron en Limassol, Chipre del 5 al 9 de marzo de 2000.
| País            | J | G | E | P | GF | GC | Pts |
| --------------- | - | - | - | - | -- | -- | --- |
| República Checa | 2 | 1 | 1 | 0 | 4  | 2  | 4   |
| Francia         | 2 | 0 | 2 | 0 | 3  | 3  | 2   |
| Chipre          | 2 | 0 | 1 | 1 | 2  | 4  | 1   |

| Equipo 1        | Resultado | Equipo 2        |
| --------------- | --------- | --------------- |
| Francia         | 2-2       | República Checa |
| Chipre          | 1-1       | Francia         |
| República Checa | 3-1       | Chipre          |

## Grupo 6
Los partidos se jugaron en Rusia del 15 al 19 de setiembre.
| País     | J | G | E | P | GF | GC | Pts |
| -------- | - | - | - | - | -- | -- | --- |
| Rusia    | 3 | 3 | 0 | 0 | 18 | 2  | 9   |
| Lituania | 3 | 2 | 0 | 1 | 3  | 5  | 6   |
| Malta    | 3 | 1 | 0 | 2 | 1  | 6  | 3   |
| Armenia  | 3 | 0 | 0 | 3 | 1  | 10 | 0   |

| Equipo 1 | Resultado | Equipo 2 |
| -------- | --------- | -------- |
| Armenia  | 0-1       | Malta    |
| Lituania | 1-5       | Rusia    |
| Armenia  | 0-1       | Lituania |
| Malta    | 0-5       | Rusia    |
| Rusia    | 8-1       | Armenia  |
| Malta    | 0-1       | Lituania |

## Grupo 7
Los partidos se jugaron en Hamar, Noruega del 15 al 19 de setiembre.
| País       | J | G | E | P | GF | GC | Pts |
| ---------- | - | - | - | - | -- | -- | --- |
| Eslovaquia | 2 | 1 | 1 | 0 | 3  | 2  | 4   |
| Noruega    | 2 | 0 | 2 | 0 | 3  | 3  | 2   |
| Yugoslavia | 2 | 0 | 1 | 1 | 3  | 4  | 1   |

| Equipo 1   | Resultado | Equipo 2   |
| ---------- | --------- | ---------- |
| Eslovaquia | 1-1       | Noruega    |
| Yugoslavia | 1-2       | Eslovaquia |
| Noruega    | 2-2       | Yugoslavia |

## Grupo 8
Los partidos se jugaron en Tallinn, Estonia del 22 al 26 de setiembre.
| País    | J | G | E | P | GF | GC | Pts |
| ------- | - | - | - | - | -- | -- | --- |
| Polonia | 2 | 2 | 0 | 0 | 10 | 0  | 6   |
| Letonia | 2 | 0 | 1 | 1 | 0  | 2  | 1   |
| Estonia | 2 | 0 | 1 | 1 | 0  | 8  | 1   |

| Equipo 1 | Resultado | Equipo 2 |
| -------- | --------- | -------- |
| Estonia  | 0-0       | Letonia  |
| Letonia  | 0-2       | Polonia  |
| Polonia  | 8-0       | Estonia  |

## Grupo 9
| País         | J | G | E | P | GF | GC | Pts |
| ------------ | - | - | - | - | -- | -- | --- |
| Países Bajos | 4 | 3 | 1 | 0 | 9  | 2  | 10  |
| Turquía      | 4 | 2 | 1 | 1 | 8  | 3  | 7   |
| Bielorrusia  | 4 | 0 | 0 | 4 | 1  | 13 | 0   |

| Equipo 1     | Resultado | Equipo 2     |
| ------------ | --------- | ------------ |
| Bielorrusia  | 0-5       | Turquía      |
| Bielorrusia  | 1-4       | Países Bajos |
| Países Bajos | 2-0       | Bielorrusia  |
| Turquía      | 0-2       | Países Bajos |
| Turquía      | 2-0       | Bielorrusia  |
| Países Bajos | 1-1       | Turquía      |

## Grupo 10
Los partidos se jugaron en Eslovenia del 22 al 26 de octubre.
| País      | J | G | E | P | GF | GC | Pts |
| --------- | - | - | - | - | -- | -- | --- |
| Dinamarca | 2 | 2 | 0 | 0 | 5  | 2  | 6   |
| Eslovenia | 2 | 1 | 0 | 1 | 7  | 4  | 3   |
| Bélgica   | 2 | 0 | 0 | 2 | 1  | 7  | 0   |

| Equipo 1  | Resultado | Equipo 2  |
| --------- | --------- | --------- |
| Dinamarca | 3-2       | Eslovenia |
| Bélgica   | 0-2       | Dinamarca |
| Eslovenia | 5-1       | Bélgica   |

## Grupo 11
Los partidos se jugaron en República de Irlanda del 25 al 29 de octubre.
| País    | J | G | E | P | GF | GC | Pts |
| ------- | - | - | - | - | -- | -- | --- |
| Irlanda | 3 | 2 | 1 | 0 | 3  | 0  | 7   |
| Gales   | 3 | 1 | 1 | 1 | 1  | 3  | 4   |
| Suiza   | 3 | 1 | 0 | 2 | 4  | 4  | 3   |
| Suecia  | 3 | 1 | 0 | 2 | 3  | 4  | 3   |

| Equipo 1 | Resultado | Equipo 2 |
| -------- | --------- | -------- |
| Gales    | 0-3       | Suiza    |
| Suecia   | 0-2       | Irlanda  |
| Gales    | 1-0       | Suecia   |
| Suiza    | 0-1       | Irlanda  |
| Irlanda  | 0-0       | Gales    |
| Suecia   | 3-1       | Suiza    |

## Grupo 12
Los partidos se jugaron en Irlanda del Norte del 25 al 29 de octubre.
| País              | J | G | E | P | GF | GC | Pts |
| ----------------- | - | - | - | - | -- | -- | --- |
| España            | 2 | 2 | 0 | 0 | 6  | 0  | 6   |
| Irlanda del Norte | 2 | 0 | 1 | 1 | 0  | 2  | 1   |
| Islandia          | 2 | 0 | 1 | 1 | 0  | 4  | 1   |

| Equipo 1          | Resultado | Equipo 2          |
| ----------------- | --------- | ----------------- |
| Irlanda del Norte | 0-0       | Islandia          |
| Islandia          | 0-4       | España            |
| España            | 2-0       | Irlanda del Norte |

## Grupo 13
Los partidos se jugaron en Vaduz, Liechtenstein del 18 al 22 de octubre.
| País          | J | G | E | P | GF | GC | Pts |
| ------------- | - | - | - | - | -- | -- | --- |
| Finlandia     | 2 | 2 | 0 | 0 | 6  | 3  | 6   |
| Liechtenstein | 2 | 1 | 0 | 1 | 3  | 3  | 3   |
| Islas Feroe   | 2 | 0 | 0 | 2 | 1  | 4  | 0   |

| Equipo 1      | Resultado | Equipo 2      |
| ------------- | --------- | ------------- |
| Finlandia     | 3-1       | Islas Feroe   |
| Islas Feroe   | 0-1       | Liechtenstein |
| Liechtenstein | 2-3       | Finlandia     |

## Grupo 14
Los partidos se jugaron en Castelo Branco, Portugal del 14 al 18 de marzo de 2000.
| País     | J | G | E | P | GF | GC | Pts |
| -------- | - | - | - | - | -- | -- | --- |
| Portugal | 2 | 2 | 0 | 0 | 6  | 0  | 6   |
| Austria  | 2 | 0 | 1 | 0 | 1  | 4  | 1   |
| Escocia  | 2 | 0 | 1 | 0 | 1  | 4  | 1   |

| Equipo 1 | Resultado | Equipo 2 |
| -------- | --------- | -------- |
| Austria  | 1-1       | Escocia  |
| Portugal | 3-0       | Austria  |
| Escocia  | 0-3       | Portugal |

## Grupo 15
Los partidos se jugaron en Luxemburgo del 7 al 11 de marzo de 2000.
| País       | J | G | E | P | GF | GC | Pts |
| ---------- | - | - | - | - | -- | -- | --- |
| Inglaterra | 2 | 2 | 0 | 0 | 9  | 0  | 6   |
| Luxemburgo | 2 | 1 | 0 | 1 | 3  | 2  | 3   |
| Andorra    | 2 | 0 | 0 | 2 | 1  | 11 | 0   |

| Equipo 1   | Resultado | Equipo 2   |
| ---------- | --------- | ---------- |
| Andorra    | 1-3       | Luxemburgo |
| Inglaterra | 8-0       | Andorra    |
| Luxemburgo | 0-1       | Inglaterra |